# Katia Kokoriewa
Katia Kokoriewa (ur. 29 marca 1985 roku) – rosyjska modelka pracująca na rynku międzynarodowym.
Jako modelka debiutowała w Rosji w 2001 roku jako szesnastolatka. Jeszcze w tym samym roku została wysłana na podbój Londynu i Paryża. Jej pierwszymi zleceniami na rynku międzynarodowym były pokazy mody u: D&G, Giorgio Armaniego, Moschino i Jeana-Paula Knotta. W następnych sezonach była jedną z głównych modelek u: Emporio Armaniego, Vivienne Westwood, Yōjiego Yamamoto, Christiana Diora, Chanel, Fendi oraz Dolce & Gabbany. Obecnie związana jest z domami mody: Giorgio Armani oraz Ralph Lauren. Wzięła udział w wielu kampaniach reklamowych, m.in.: Anteprima, Armani Collezioni, Custo Barcelona, Ralpha Laurena, Valentino, Veronique Branquinho i Versus.